# Dragutin Čelić
Dragutin Čelić (* 19. August 1962) ist ein ehemaliger kroatischer Fußballspieler.

## Vereinskarriere
Dragutin Čelić spielte zunächst in seiner Heimat bei RNK Split, NK Imotski und Hajduk Split, bevor er 1990 nach Deutschland zum Bundesligisten Hertha BSC wechselte.
Bei den Berlinern kam Čelić in der Saison 1990/91 zu vierzehn Einsätzen. Nach dem Abstieg kam er unter Bernd Stange in der 2. Liga jedoch nur noch dreimal zum Zuge.
Daraufhin wechselte Dragutin Čelić zum Ligakonkurrenten FC Carl Zeiss Jena. Doch auch dort spielte er nur sporadisch. Deshalb wechselte er 1993 zum unterklassigen Klub TV Hardheim, den er bereits nach nur einer Spielzeit in Richtung Österreich zum FC Linz verließ.
Nachdem er mit seinem neuen Klub in der Spielzeit 1994/95 den Klassenerhalt verpasst hatte, beendete Dragutin Čelić 1995 seine Spielerkarriere.

## Nationalmannschaftskarriere
Dragutin Čelić lief insgesamt dreimal für die Auswahl Kroatiens auf, darunter am 17. Oktober 1990 im ersten Länderspiel nach der Unabhängigkeit gegen die USA.